# حصار دمشق (1400)
حصار دمشق (المعروف أيضًا باسم غزو دمشق ونهب دمشق) حدثًا رئيسيًا في عام 1400 خلال الحرب بين الامبراطورية التيمورية ومماليك مصر.

## خلفية
كان تيمورلنك أحد أقوى الحكام في آسيا الوسطى منذ جنكيز خان. من خلال قتال طويل لا هوادة فيه، سعى إلى إعادة بناء الإمبراطورية المغولية لأسلافه.  
قبل نهاية عام 1399، بدأ تيمور حربًا مع السلطان المملوكي المصري زين الدين فرج وغزا سوريا. استولت قوات تيمورلنك على حلب  ذبح العديد من السكان، وطلب بناء برج يضم 20.000 جمجمة خارج المدينة.  بعد أخذ حلب، واصل تيمور تقدمه وحاصر دمشق.

## معركة
هزم جيش بقيادة السلطان المملوكي زين الدين فرج من قبل تيمورلنك خارج دمشق، وترك المدينة تحت رحمة المحاصرين المغول.  مع هزيمة جيشه، أرسل السلطان المملوكي وفد من القاهرة، بما في ذلك ابن خلدون، الذي تفاوض معه، ولكن بعد انسحابهم جعل المدينة عرضه للنهب.  تم إحراق المسجد الأموي وتم نقل الرجال والنساء إلى العبودية. تم نقل عدد كبير من الحرفيين في المدينة إلى عاصمة تيمور في سمرقند وكان هؤلاء هم المواطنون الأكثر حظًا: تم ذبح الكثير منهم وتراكم رؤوسهم في حقل خارج الركن الشمالي الشرقي من الجدران، حيث لا يزال مربع المدينة يحمل اسم برج الرؤوس الذي كان في الأصل برج للجماجم.

## ما بعد
بعد الاستيلاء على دمشق، أصبح يحد إمبراطورية تيمور المغولية الجديدة الآن قوة ناشئة أخرى في المنطقة وهي الدولة العثمانية. سرعان ما دخلت القوتين في صراع مباشر. بايزيد طالب بجزية من أحد إمارات الأناضول التي تعهد الولاء لتيمور وهدد بغزو البلاد.  وفسر تيمور هذا العمل كإهانة لنفسه وفي عام 1400 قام بنهب مدينة سبسطية العثمانية ( سيواس الحديثة).  سيواصل تيمور في وقت لاحق هزيمة السلطان العثماني بايزيد في معركة أنقرة. [بحاجة لمصدر]